# John Fleming (Fußballspieler, 1889)
John Barr Murray Fleming (* 27. Dezember 1889 in Slamannan; † 21. März 1916 bei Richmond) war ein schottischer Fußballspieler.

## Karriere
Fleming kam im November 1909 zum Edinburgher Klub FC St. Bernard’s in die Scottish Football League Division Two, zuvor hatte er vermutlich für Musselburgh Union und Bonnyrigg Rose Athletic gespielt. Für St. Bernard’s erzielte er bis April 1911 in 30 Ligaeinsätzen 13 Tore. Im April 1911 wechselte er für eine Ablöse von £250 zum englischen Erstligisten Newcastle United. Bei seinem ersten Auftritt in einem Newcastle-Trikot während einer Deutschland-Tournee erzielte er im Mai 1911 vier Tore bei einem 5:0-Sieg gegen den VfL Köln 1899.
Obwohl ihm im Anschluss an die Tourneespiele presseseitig attestiert wurde, dass seine „Schüsse eine Besonderheit waren“, musste er sich zunächst mit Einsätzen im Reserveteam begnügen, in der auch als linker Läufer aufgeboten wurde. In der Liga kam er schließlich im November 1912 gegen seinen späteren Klub Tottenham Hotspur (Endstand 0:1) erstmals zum Einsatz. Drei weitere Ligaspiele folgten im Frühjahr 1913 auch diese endeten allesamt in Niederlagen mit einem Tor Unterschied, Newcastle gelang hierbei nur ein eigener Torerfolg. Nach einem dritten Platz in der Vorsaison rutschte das Team in der Spielzeit 1912/13 in die Nähe der Abstiegsränge und hatte insbesondere Probleme auf der Mittelstürmerposition, die auch Fleming nicht löste: Albert Shepherd war nach seiner Verletzungspause nicht mehr auf dem Spielniveau wie zuvor, Billy Hibbert und Jack Peart konnten nicht an ihre Vorjahresleistung anknüpfen und auch die Versuche Jimmy Stewart, Sandy Higgins oder Jock Rutherford als Mittelstürmer zu etablieren waren nicht von Erfolg gekrönt.
Mit Saisonende wurde Fleming Ende April 1913 vom schottischen Trainer Peter McWilliam zum Erstligakonkurrenten Tottenham Hotspur in die britische Hauptstadt geholt, die Ablöse soll dabei zwischen £350 und £550 gelegen haben. Auch für Tottenham trat Fleming erstmals in einem Tourneespiel in Erscheinung, gegen den französischen Hauptstadtklub Red Star Amical gelangen ihm drei Tore. Bei Tottenham spielte er in der Folge zumeist im Reserveteam, seinem Debüt im Oktober 1913 auf Rechtsaußen als Ersatz für den verletzten Fanny Walden schlossen sich im November und Dezember sieben Partien auf der rechten Halbstürmerposition an, dabei erzielte er im letzten Einsatz gegen den FC Chelsea einen Treffer. Auch in der folgenden Saison 1914/15, in der auch sein Bruder William bei Tottenham unter Vertrag stand, kam er nicht über die Rolle als Ergänzungsspieler hinaus. Nach drei Einsätzen zu Saisonbeginn als rechter Läufer anstelle von Finlay Weir, kam er im restlichen Saisonverlauf zu acht Einsätzen auf den drei Innensturmpositionen und erzielte dabei nochmals zwei Treffer. Tottenham stand am Saisonende auf dem letzten Tabellenplatz und damit auf einem Abstiegsplatz. 
Während in England der Spielbetrieb im Sommer 1915 wegen des Ersten Weltkriegs ausgesetzt wurde, lief der Spielbetrieb in Schottland weiter. Nach seiner Rückkehr nach Schottland wohnte Fleming bei seinen Eltern nahe Harthill und arbeitete in den örtlichen Kohlengruben. Fußball spielte er derweil beim FC Armadale, für den er ab August 1915 einige Partien in der Eastern League als Mittelstürmer bestritt. Über jene Zeit ist in einem Nachruf festgehalten: „Sein Urteilsvermögen unter Bedrängnis war so ruhig wie genial und er wurde als einer der herausragendsten Mittelstürmer Schottlands anerkannt.“ Seine Leistungen machten auch den schottischen Spitzenklub Glasgow Rangers auf Fleming aufmerksam und nach Verhandlungen mit Armadale und Tottenham wurde er im November 1915 verpflichtet. In seinem ersten Ligaauftritt für die Rangers in der Scottish Football League Division One traf er gegen den FC Queen’s Park bereits in der ersten Spielminute (Endstand 6:0). Es blieb Flemings einziger Treffer in vier Ligaauftritten.
Angesichts der Konkurrenz von Willie Reid auf der Mittelstürmerposition der Rangers ohne wirkliche Aussicht auf weitere Einsätze trat Fleming zum Jahreswechsel 1915/1916 der Britischen Armee bei. Er diente im Range eines Lance Corporal bei den Queen’s Own Cameron Highlanders und wurde in einem Militärlager nahe Richmond stationiert. Dort starb er im März 1916, bezüglich der Todesursache widersprechen sich mehrere Zeitungsberichte: die Northern Daily Mail nennt Suizid, der Star Green 'un eine Lungenentzündung.